# ماري والش
ماري والش هي كاتبة سيناريو وممثلة كندية، ولدت في 13 مايو 1952 في كندا.

## وصلات خارجية
- ماري والش على موقع IMDb (الإنجليزية)
- ماري والش على موقع ألو سيني (الفرنسية)
- ماري والش على موقع ميوزك برينز (الإنجليزية)
- ماري والش على موقع أول موفي (الإنجليزية)
- ماري والش على موقع قاعدة بيانات الفيلم (الإنجليزية)
- ماري والش على موقع كينوبويسك (الروسية)